# Роберто Єбра
Сатурніно Роберто Єбра (ісп. Saturnino Roberto  Yebra) — аргентинський футболіст, що грав на позиції захисника за клуби «Колон», «Росаріо Сентраль», «Расінг» (Авельянеда) та «Банфілд», а також національну збірну Аргентини, у складі якої — чемпіон Південної Америки 1945 року.

## Клубна кар'єра
Дорослу футбольну кар'єру розпочав 1940 року у складі команди клубу «Колон». За три роки перейшов до «Росаріо Сентраль», де також провів три роки, взявши участь у 75 іграх національної першості.
Згодом протягом 1946–1948 років захищав кольори «Расінга» (Авельянеда), а завершив футбольну кар'єру у команді «Банфілда» у 1948 році.

## Виступи за збірну
1945 року був включений до заявки національної збірної Аргентини на тогорічний чемпіонат Південної Америки, що проходив у Чилі і на якому аргентинці здобули свій сьомий титул найсильнішої збірної континенту. По ходу турніру був гравцем запасу і взяв участь лише в одній грі, матчі проти збірної Колумбії 7 лютого 1945 року. З'явився на полі у тому матчі, замінивши Хосе Саломона на 57-й хвилині, коли його команда вже вела у рахунку 7:1 (фінальний рахунок — 9:1 на її користь).

## Титули і досягнення
- Переможець чемпіонату Південної Америки (1):

Аргентина: 1945